# 王冶秋

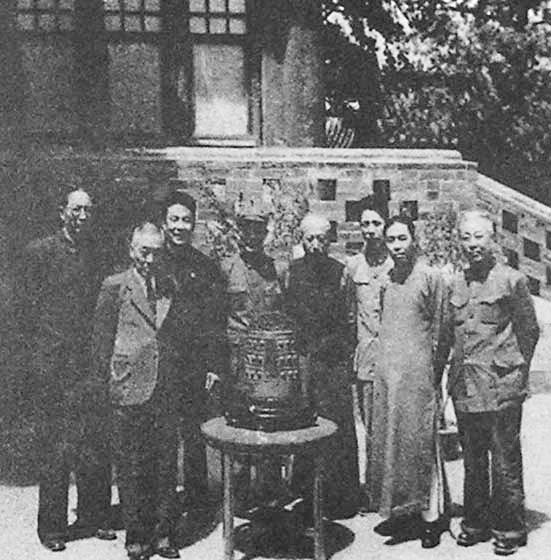
左起：郑振铎、马衡、王冶秋、郭沫若、文物捐献者、周扬、沈雁冰、丁西林。

王冶秋（1909年1月2日—1987年10月5日），原名王之紘，字慈約，後改持約，又名野秋、高山，笔名有野囚、汪洋、秋、老外、外山等，安徽省霍邱县（今属安徽省六安市）人，中國共產黨員，中华人民共和国官员、博物馆学家。
於北京大學就學時為魯迅的學生，業餘作家，文物出版社的創辦人之一，曾任中華人民共和國文化部國家文物局副局長、局長等要職，籌建中國歷史博物館和中國革命博物館，為中國歷史文物保護工作及博物館事業開拓與奠基做出了實質的貢獻。
王冶秋曾擔任第三屆全國人民代表大會代表，第四、第五屆全國人民代表大會常務委員會委員，及中國共產黨第十、十一次代表大會代表。

## 生平
1909年，王冶秋出生於安徽省霍邱县的一个官僚地主家庭，父亲是清朝末年的拔贡。1923年，他隨兄長王青士到北京求學，並在隔年加入中国社会主义青年团。1925年就讀西山中學，並加入中国共产党。1928年於北京大學聽課，任北平團市委秘書。1930年參與八一示威被捕入獄。
1931年至1939年於保定育德、太原进山、济南高中、运城师范、莱阳师范、烟台高中、蜀光中学等10所知名学校擔任国文教员。1940年至1946年擔任馮玉祥的國文教員兼秘書。1948年任北方大学、华北大学研究员。
1949年中华人民共和国建立后，擔任中央文化部文物局副局长。1950年至1958年兼任中國歷史博物館和中國革命博物館籌備處主任。1954年，接任文化部文物局局长，並積極籌畫魯迅博物館的成立，於1956年10月19日魯迅逝世二十周年終於落成。
1973年擔任首任国家文物局局长。1978年当选为第五届全国人民代表大会代表及产务委员会委员。1987年病逝於北京，得年76歲。

## 文物保護及文化推廣貢獻
- 起草《禁止珍貴文物圖書出口暫行辦法》。
- 起草《古跡·珍貴文物·圖書及稀有生物保護辦法》。
- 起草《文化遺址及古墓葬之調查發掘暫行辦法》。
- 起草《關於徵集革命文物的命令》。
- 起草《關於在基本建設中保護歷史及革命文物的指示》。
- 起草《關於保護古文物建築的指示》、《文物保護管理暫行條例》等文物保護重要法令及規定。
- 籌辦《文化大革命期間出土文物展覽》與《中華民共和國出土文物展覽》。
- 促成《文鄉》、《考古》等文化考古刊物復刊。
- 主持選定第一批全國重點文物保護單位共 180處。
- 兼任中國歷史博物館和中國革命博物館籌建辦公室主任。
- 提案興建秦始皇兵馬俑博物館。
- 創辦文物出版社。
- 倡議創辦文物博物館研究所。
- 倡議成立古文獻研究室。
- 舉辦 4期考古工作人員訓練班。
- 多次舉辦全國性出土文物展覽和考古新發現文物展。
- 組織出土文物展覽，到英﹑法﹑日﹑美﹑加拿大﹑奧地利﹑瑞典﹑比利時﹑香港等國家地區展出。

## 著作及出版
- 《民元前的魯迅先生》[4][5]
- 王冶秋，《辛亥革命前的鲁迅先生》，新文艺出版社，1956，统一书号: 10078-1145
- 王冶秋，《王冶秋文博文集》，文物出版社，1997，ISBN 9787501009602
- 《〈阿Q正傳〉讀書隨筆》
- 《琉璃廠史話》[6]
- 《獄中瑣記及其他》
- 《青城山上》[7]